# Vulpes vulpes arabica
El zorro rojo árabe (Vulpes vulpes arabica) es una subespecie de  mamíferos carnívoros de la familia Canidae.

## Distribución geográfica
Se encuentra en la Península arábiga.